# Carlos Palma
Carlos Palma (Ribeirão Preto/SP, 1954) é um ator e cenógrafo brasileiro.

## Biografia
Carlos Palma formou-se na EAD/USP em 1981. Atuou sob a direção de Mirian Muniz, Silnei Siqueira, João Albano, Paulo Yutaka, Antonio Abujamra(Núcleo de Repertório TBC), Ulisses Cruz (Velhos Marinheiros), Marco Antonio Rodrigues(Copenhague) entre outros importantes nomes do teatro. Desde 1970, atua como ilustrador, cenógrafo e diretor de arte. Integrante e cofundador do Núcleo Arte Ciência no Palco em 1998. Adaptou para teatro infantil a obra de Julio Verner, 20 Mil Léguas Submarinas Ufa! e assinou a dramaturgia de Rebimboca&Parafuseta e BigBigBangBoom!. Conquistou indicação e três prêmios Femsa de cenografia, Prêmio Mambembe de Melhor Ator e indicação ao Qualidade Brasil e ao Prêmio Shell. Atua em 13 espetáculos do repertório do Núcleo ACP com destaque a Einstein, dirigida por Sylvio Zilber, que lhe rendeu o prêmio Mambembe/Funarte de melhor ator e Copenhague, dirigida por Marco Antonio Rodrigues, com dois prêmios Qualidade Brasil e três indicações ao Prêmio Shell.

## Teatro
- De 1971 a 1978 - Atua no Teatro Amador na cidade de Ribeirão Preto
- 1981- Forma-se ATOR - ECA/EAD/ USP
- 1982 - O Bosque dos Mistérios - direção A.C. Moreira
- 1983 – Biedermann e os Incendiários – direção Pablo Moreira
- 1984 – O Exercício – direção Myriam Muniz
- 1984 - A revolta dos perus - direção Augusto Francisco
- 1984 - Ovo de Colombo - direção Augusto Francisco
- 1985 – O Homem da Flor na Boca – direção Antonio Gigonetto
- 1986 – Velhos Marinheiros – direção Ulisses Cruz
- 1987 – A Lua começa a ser Real – direção Antonio Abujamra
- 1988 – Macbeth – direção Pablo Moreira
- 1989 - Sonho ou talvez não - direção Marcia Abujamra
- 1990 – Noites Brancas – direção Pablo Moreira
- 1991 - Silveira Sampaio em revista - DIREÇÃO
- 1992 - O califa da rua do sabão - DIREÇÃO
- 1992 - Timidamente Feliz - DIREÇÃO
- 1993 – Do lado de dentro – direção Romeu di Sessa
- 1993 - Castro Alves pede passagem - DIREÇÃO
- 1996 – O Luar que nos abriga – direção Décio Pinto
- 1998 – Einstein – direção Sylvio Zilber
- 2000 - Da Vinci Pintando o Sete - DIRETOR
- 2001 – Copenhagen – ATOR - direção Marco Antonio Rodrigues
- 2002 – Perdida, Uma Comédia Quântica – ATOR E CENÓGRAFO - direção Marco Antonio Braz
- 2002 – Romeu e Julieta – ATOR CONVIDADO - direção William Pereira
- 2003 – Quebrando Códigos – ATOR E CENÓGRAFO - direção Roberto Vignati
- 2004 – E Agora Sr. Feynman – CENÓGRAFO
- 2004 – 20.000 Léguas Submarinas – AUTOR E CENÓGRAFO
- 2005 - A Dança do Universo – ATOR E CENÓGRAFO - direção Soledad Yunge
- 2006 – Oxigênio – direção Sylvio Zilber
- 2007 – After Darwin – direção Rachel Araújo
- 2008 – A Culpa é da Ciência? – direção Rachel Araújo
- 2010 – Animaflex – direção
- 2010 – Big Big Bang Boom! – texto/direção/cenografia
- 2011 - A Tempestade - ATOR - direção Emilio Di Biasi e Marcelo Lazzaratto
- 2012 - Crianças da Noite - ATOR E CENÓGRAFO - direção Marco Antônio Rodrigues
- 2014 - No Mundo de Arthur - DRAMATURGIA/DIREÇÃO/CENOGRAFIA
- 2015 - Insubmissas - Mulheres da Ciência - DIREÇÃO e CENOGRAFIA
- 2015 - Aula Magna com Stalin - ATOR - direção Willian Pereira

## Prêmios e Indicações
- 1998 – PRÉMIO MAMBEMBE/FUNARTE – ATOR – EINSTEIN
- 2001 – Indicação – Prémio Qualidade Brasil – Ator – Copenhagen
- 2003 – Indicação – Prémio Shell – Ator – Quebrando Códigos
- 2004 – Prêmio APCA – Cenografia – 20.000 Léguas Submarinas ufa!
- 2004 – Prêmio COCA-COLA FEMSA – Cenografia – 20.000 Léguas Submarinas ufa!
- 2007 – Indicacão - Prêmio COCA-COLA FEMSA – Cenografia – Rebimboca&Parafuseta
- 2010 – Indicacão - Prêmio FEMSA – Categoria Especial – Big Big Bang Boom!
- 2010 – Indicacão - Prêmio Cooperativa Paulista de Teatro – Proj Visual – Big Big Bang Boom!